# 國道46號 (韓國)
國道46號（韓語：국도 제46호선），又稱仁川-高城線（인천 ~ 고성선），是韓國的一條國家級公路。南起仁川中區，經過首爾，東至江原道高城郡。全長228公里。